# NGC 5094
NGC 5094 ist eine 13,2 mag helle Elliptische Galaxie mit aktivem Galaxienkern vom Hubble-Typ E3 im Sternbild der Jungfrau auf de Ekliptik. Sie ist schätzungsweise 284 Millionen Lichtjahre von der Milchstraße entfernt und hat einen Durchmesser von etwa 95.000 Lichtjahren.
Im selben Himmelsareal befinden sich u. a. die Galaxien NGC 5073, NGC 5105, IC 4220, IC 4221.
Das Objekt wurde am 27. März 1786 von Wilhelm Herschel mit einem 18,7-Zoll-Spiegelteleskop entdeckt, der sie dabei mit „vF, vS“ beschrieb.